# Ali Kaabi
Ali Kaabi (15 novembre 1953) è un ex calciatore tunisino, di ruolo difensore.

## Carriera
È stato l'autore del primo gol in assoluto della Tunisia ai campionati mondiali di calcio, segnato nella partita vinta per 3-1 contro il Messico il 2 giugno 1978.